# فلسفه و ادبیات
فلسفه و ادبیات شامل برخوردهای ادبی با فیلسوفان و مضامین فلسفی (ادبیات فلسفی) و برخورد فلسفی با مباحث مطرح شده توسط ادبیات (فلسفه ادبیات) است.

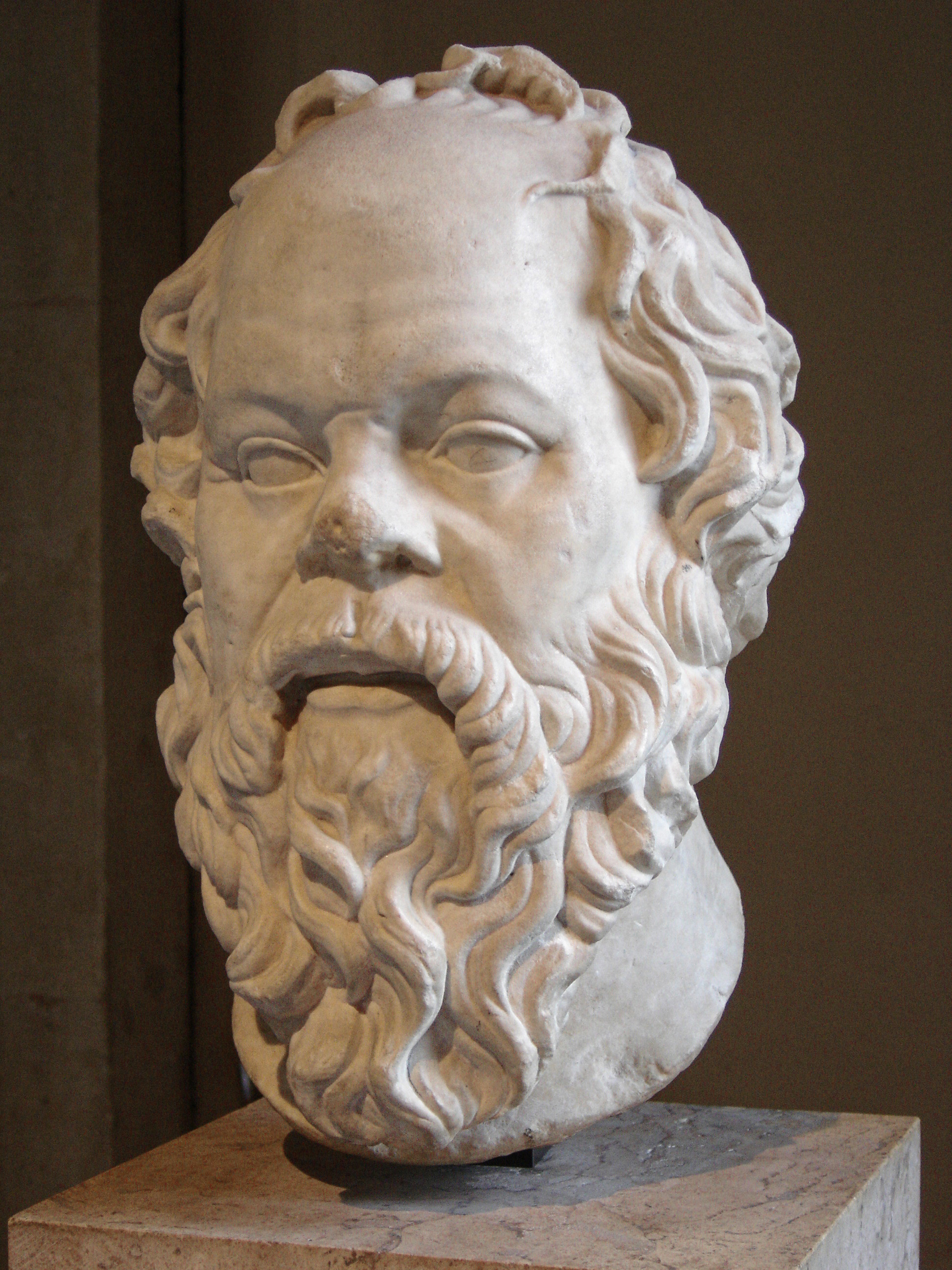
ابرها اثر آریستوفان سقراط را به صورت چهره ای کمیک معرفی کرد.

## ادبیات فلسفی
به‌طور دقیق، فلسفهٔ ادبیات شاخه ای از زیبایی‌شناسی است، در واقع شاخه ای است از فلسفه که با این سؤال سر و کار دارد که هنر چیست"؟ به‌طور سنتی بخش عمدهٔ از فلسفهٔ زیبایی‌شناسی بر هنرهای پلاستیکی یا موسیقی متمرکز بوده‌است این توجه و تمرکز اما به قیمت بی‌توجهی به هنرهای کلامی صورت گرفته‌است. درواقع بخش عمدهٔ از بحث‌های سنتی فلسفه زیبایی‌شناسی به دنبال ایجاد معیارهایی از کیفیت هنری هستند که نسبت به موضوع بی‌تفاوت باشند. از آنجایی که همهٔ آثار ادبی، تقریباً و طبعاً، حاوی محتوای تصوری هستند، نظریه‌های زیبایی‌شناسی که متکی به صفات کاملاً صوری هستند، گرایش به چشم پوشی از ادبیات دارند.
در واقع وجود روایت مسبب طرح مسائل فلسفی می‌شود. در روایت، خالق می‌تواند تجسیم کننده باشد و اذهان خوانندگان را به سمت تصور شخصیت‌های خیالی، و حتی موجودات یا فناوری‌های فانتزی سوق دهد. توانایی ذهن انسان در تصور، و حتی تجربهٔ همدلی با این شخصیت‌های خیالی، خود نمایانگر ماهیت ذهن انسان است. برخی از حکایات را می‌توان نوعی آزمایش فکری در فلسفه اخلاق دانست: این حکایات شخصیت‌های خیالی، انگیزه‌های آنها، اعمال و عواقب اعمالشان را توصیف می‌کنند. از این منظر است که برخی از فلاسفه اشکال مختلف روایی را برای آموزش فلسفه خود برگزیده اند (پایین را ببینید).

### ادبیات و زبان
به عنوان مثال افلاطون معتقد بود که فرهنگ ادبی تأثیر چشمگیری بر دیدگاه اخلاقی استفاده کنندگانش دارد. افلاطون در جمهور، خصومت شدیدی با محتوای فرهنگی دوره خود نشان می‌دهد و سانسور شدیدی بر ادبیات عامه پسند در آرمان‌شهر خود ارائه و اعمال می‌کند.
با این حال اخیراً، فیلسوفان دارای نگرش‌های متفاوت رویکردهای متنوع و کمتر خصمانه ای نسبت به ادبیات داشته‌اند. از اواخر قرن هجدهم میلادی، با ظهور تجربه گرایان انگلیسی و ایمانوئل کانت، فلسفه غرب با یک سؤال اساسی در حیطه یمعرفت‌شناسی مواجه شده‌است: مسئله رابطه بین ایده‌ها در ذهن انسان باجهان خارج از ذهن، اگر در واقع چنین جهانی وجود داشته باشد. در سالهای اخیر، این مباحث معرفتی در عوض به مباحثی گسترده و دنباله دار دربارهٔ لغات و معانی تبدیل شده‌اند: آیا در واقع زبان می‌تواند سد بین ذهنها باشد؟ این مجموعه مسائل مربوط به معنای زبان و " نوشتارها " گاهی با عنوان چرخش زبانی مطرح شده‌اند.
به همین ترتیب در فلسفهٔ غرب اواخر قرن بیستم تکنیک‌ها و ابزارهای توسعه یافته برای نقد ادبی و نظریه ادبی از شهرت بیشتری برخوردار شدند. فیلسوفان دارای نگرش‌های متفاوت بیش از اسلاف خود به ادبیات توجه داشتند. برخی به دنبال بررسی این سؤال بودند که آیا در واقع و از اساس برای یک نویسنده که قصد داشته باشد با خواننده ارتباط برقرار کند ارتباط با استفاده از کلمات امکان‌پذیر است یا خیر. عده ای دیگر نیز تلاش کردند از آثار ادبی به عنوان نمونه‌هایی از فرهنگ معاصر استفاده کنند و سعی داشتند نگرش‌هایی ناخودآگاه را در این آثار احساس می‌کردند با هدف انتقاد اجتماعی پدیدار سازند.

### حقیقت حکایت
آثار ادبی همچنین موضوعاتی راجع به حقیقت و فلسفه زبان مطرح می‌کنند. حداقل از نگاه تحصیل کردگان معمولاً مشهور است که شرلوک هولمز در لندن زندگی می‌کرده‌است. (نگاه کنید به «حقیقت در داستان» دیوید لوئیس، فصلنامه فلسفی آمریکا، جلد ۱۵). شماره ۱، ژانویه ۱۹۷۸) همچنین پنداشته می‌شود که ساموئل پیپس در لندن زندگی می‌کرده‌است. گرچه شرلوک هلمز هرگز در هیچ‌کجا زندگی نکرده‌است. او یک شخصیت داستانی خیالی است. برعکس، ساموئل پپیس یک شخص واقعی قلمداد می‌شود. علاقه معاصران به هولمز و پپیس شباهت‌های زیادی با هم دارند. تنها دلیلی که همه نام هردوی آنها را می‌دانند به دلیل علاقه مفرط به خواندن اعمال و سخنان ادعاشده در مورد آنها است. به نظر می‌رسد که این دو گزاره به دو مرتبه مختلف از حقیقت تعلق دارند. همچنین مشکلات بیشتری در مورد ارزش درستی اظهارات مربوط به جهان‌های خیالی و شخصیتهای آن‌ها در داستان‌ها به وجود می‌آیند که گرچه می‌توان به‌طور تلویحی و غیرصریح متوجه آنها بود اما منابع در دسترس ما به هیچ وجه در موردشان به صراحت چیزی بیان نکرده‌اند، مانند شرلوک هلمز فقط یک سر داشت یا شرلوک هلمز هرگز به ماه سفر نکرده‌است.

### اشعار فلسفی
تعدادی از شاعران شعرهایی با مضامین فلسفی سروده‌اند و برخی از فلاسفه مهم فلسفه خود را به صورت بیت بیان کرده‌اند. کیهان‌شناسی هسیود و De Rerum Natura لوکرتیوس اشعار مهم فلسفی هستند. از ژانر شعر حماسی برای آموزش فلسفه نیز استفاده شد. ویاسا حماسه هند باستان Mahabharata را روایت کرد تا فلسفه هند و فلسفه هندو را آموزش دهد. همچنین هومر برخی آموزه‌های فلسفی را در ادیسه خود ارائه داده‌است.
بسیاری از فلاسفه شرقی اندیشه خود را به شکلی شاعرانه بیان کرده‌اند. برخی از مهم ترین‌ها عبارتند از:
- ویاسا
- لائوزی
- جلال الدین محمد رومی
- عمر خیام
- المعاری
- نظامی گنجوی
- شیخ سعدی
- حافظ شیرازی
- محمد اقبال
- ماتسو باشو
- فرید الدین عطار
- صلاح عبد الصبور
- محمود درویش
- کریم السایاد

شاعران برجسته فلسفی غربی عبارتند از:
- جان اشبری
- ژرژ باتای
- جیانینا براسچی
- جی کی چسترتون
- رابرت کریلی
- ساموئل تیلور کولریج
- تی اس الیوت
- هومر
- سورن کی یرکگارد
- لوکرتیوس
- جان میلتون
- ماریان مور
- پابلو نرودا
- فردریش نیچه
- مری الیور
- فرناندو پسوآ
- راینر ماریا ریلکه
- پرسی بی شلی
- سنت جان صلیب
- لزلی مارمون سیلکو
- هیلدگارد فون بینگن
- ویلیام کارلوس ویلیامز
- سی کی ویلیامز
- جیمز رایت

### داستان فلسفی
برخی از فلاسفه خویش را ملزم کرده‌اند که فلسفه را به صورت داستان، از جمله رمان و داستان‌های کوتاه بنویسند (به مقاله جداگانه ادبیات داستانی فلسفی مراجعه کنید) این گونه در اوایل ادبیات فلسفی نمود دارد، جایی که فیلسوفانی مانند افلاطون دیالوگ‌هایی می‌نوشتند که در آن‌ها شخصیت‌های خیالی یا خیالی شده، دربارهٔ موضوعات فلسفی بحث می‌کردند. سقراط غالباً به عنوان یک قهرمان در دیالوگ‌های افلاطون ظاهر می‌شود و این گفتگوها یکی از منابع اصلی دانسته‌ها در مورد تعالیم سقراط است، اگرچه به دلیل این شیوه و اختصارات آن، گاهی تشخیص مواضع واقعی سقراط از افلاطون دشوار است. نویسندگان زیادی از مسیحیان نخستین، از جمله آگوستین، بوئتیوس و پیر آبلار دیالوگ‌هایی را به نگارش درآورده اند. چندین فیلسوف اولیه مدرن نیز مانند جرج بارکلی و دیوید هیوم، گهگاه در این سبک می‌نوشتند.
فلاسفه دیگر برای انتقال آموزه‌های خود به روایت متوسل شده‌اند. ابن طفیل، فیلسوف کلاسیک اسلامی قرن دوازدهم، نوعی روایت داستانی عربی با عنوان حی بن یقظان را به عنوان پاسخی به تهافت الفلاسفه غزالی نوشت، و سپس ابن نفیس متکلم اسلامی و فیلسوف قرن ۱۳ نیز روایت داستانی الرسالة الکاملیة فی السیرة النبویة را به عنوان پاسخی به حی بن یقظان به نگارش درآورد. فریدریش نیچه، فیلسوف آلمانی، غالباً ایده‌ها و نظریات خود را با شیوه‌های ادبی بیان می‌کرد، از جمله مهم‌ترین آنها چنین گفت زرتشت است که روایتی است دوباره از آموزه‌های زرتشت. مارکی دو ساد و آین رند رمان‌هایی نوشته‌اند که در آن‌ها شخصیت‌ها به عنوان سخنگو موضع‌گیری‌های فلسفی عمل می‌کنند و در چارچوب پلات داستان مطابق با آن مواضع عمل می‌کردند. جرج سانتایانا همچنین فیلسوفی بود که رمان و شعر می‌نوشت. رابطه شخصیت‌های سانتایانا و اعتقادات او پیچیده‌تر است. اگزیستانسیالیستها از جمله شماری از مهم‌ترین آن‌ها از قبیل نویسندگان فرانسوی از داستان برای انتقال دیدگاه‌های فلسفی خود استفاده می‌کردند. رمان تهوع و نمایشنامه بدون خروج از ژان پل سارتر و بیگانه ی آلبر کامو شامل این مواردند. تمام آثار داستانی موریس بلانشو شامل "گامی نه به فراسو"، "جنون روز " و "نوشتار فاجعه"، در بین سایرین، مجموعه ای برجسته و چشمگیر از ارتباطات و تعاملات مابین فلسفه و ادبیات را به نمایش می‌گذارند. همچنین کارت پستال : از سقراط به فروید و فراتر از آن اثر ژاک دریدا.
تعدادی از فلاسفه تأثیر مهمی در ادبیات داشته‌اند. آرتور شوپنهاور، عمدتاً به سبب نتایج سیستم زیبایی شناسانه اش، شاید تأثیرگذارترین فیلسوف متاخر در تاریخ ادبیات باشد. رمان‌های سپسین توماس هاردی غالباً به مضامین شوپنهاوری اشاره می‌کنند، به ویژه کتاب جود گمنام. شوپنهاور همچنین تأثیر مهمی در جوزف کنراد داشت. شوپنهاور تأثیری کمتری خاص اما با پراکندگی بیشتر در جنبش نمادگرایی در ادبیات اروپا داشت. لیونل جانسون در مقاله خود با عنوان "فرهنگ فاون " به زیبایی‌شناسی شوپنهاور اشاره می‌کند. تمامی آثار ژاک دریدا تأثیراتی عمیق در به اصطلاح فلسفهٔ قاره ای و درک نقش ادبیات در مدرنیته داشته‌اند.
سایر آثار داستانی که دارای محتوای فلسفی در نظر گرفته می‌شوند عبارتند از:
- ابن طفیل، حی بن یقظان
- آلبر کامو، بیگانه (رمان)
- جوزف کنراد، دل تاریکی
- فیودور داستایفسکی، برادران کارامازوف
- فیودور داستایفسکی، جنایت و مکافات
- یوستین گردر، دنیای سوفی
- هرمان هسه، بازی مهره شیشه‌ای
- جیمز جویس، اولیس (رمان)
- فرانتس کافکا، مسخ (رمان کوتاه)
- میلان کوندرا، سبکی تحمل‌ناپذیر هستی
- ابن نفیس، الرسالة الكاملية في السيرة النبوية
- توماس مان، کوه جادو
- آیریس مرداک، دریا، دریا
- رابرت پیرسیگ، ذن و فن نگهداشت موتورسیکلت
- مارسل پروست، در جستجوی زمان ازدست‌رفته
- ویلیام شکسپیر، هملت
- لئو تولستوی، مرگ ایوان ایلیچ
- لئو تولستوی، جنگ و صلح
- سرجیو ترونکوسو، ماهیت حقیقت
- مارگریت یورسنار، شرح حال‌های هادریان

### نوشتن فلسفی به عنوان ادبیات
آثاری تعدادی از فیلسوفان جدای از محتوای فلسفی به دلیل ارزش‌های ادبی اشان خوانده می‌شوند. فلسفه در مراقبه‌های مارکوس اورلیوس امپراتور روم، نوعی رواقی گرایی غیر اصیل است، اما مراقبه‌ها هنوز بخاطر ارزش ادبی و بینشی که برای شناخت عملکرد ذهن امپراتور به خوانندگان ارائه می‌دهند، خوانده می‌شوند.
فلسفه آرتور شوپنهاور به دلیل کیفیت و خوانایی نثر آن، مانند برخی از آثار تجربه گرایان انگلیسی، از جمله لاک و هیوم، مورد توجه قرار گرفته‌است. سبک سورن کی یرکگارد اغلب به عنوان هنری شاعرانه و همچنین فلسفی مورد توجه قرار گرفته‌است، به ویژه در ترس و لرز یا این/ یا آن. آثار فردریش نیچه مانند " چنین گفت زرتشت" اغلب شبیه اشعار منثور هستند و به جای استدلالات حاوی تصاویر و کنایاتند.

## فلسفه در ادبیات

### فلاسفه در ادبیات
سقراط در نمایشنامه ابرها اثر آریستوفان در ظاهری کاملاً خیالی، به عنوان شخصیتی کمیک و مورد تمسخر ظاهر می‌شود. در این نمایشنامه، سقراط به نظر می‌رسد درحالیکه از از یک سبد آویزان است در جایی خطابه‌هایی همچون مورد زیر بیان می‌کند:
ذهنم را آرامش می‌دهم و اندیشه تیزبینم را با جریان هوا درمی‌آمیزم. آن وقت در اجرام آسمانی نفوذ می‌کنم. اگر روی زمین می‌ماندم و از این جایگاه پست به آن‌ها که در اوج‌اند، نگاه می‌کردم، انبان کشف و شهودم خالی می‌شد چون زمین با نیرویی سترگ، عصاره ذهن را جذب می‌کند. آه! رازیانه آبی، خوب درد مرا می‌فهمد!
فیلسوف نخستین تائوئیست چوانگتسی ایده‌های خود را در وهله اول از طریق حکایت‌ها و افسانه‌های کوتاه ادبی مانند «رؤیای پروانه» بیان می‌کرد. ظهور دیگر فیلسوفان بزرگ آن زمان به عنوان شخصیت‌های این داستان، به چوانگتسی اجازه می‌دهد تا آزادانه و غیرجدی در نظریات آن‌ها به کندوکاو بپردازد و آن‌ها را با نظریات خودش مقایسه کند. او این این شیوه را با کسانی چون لائوتسه، لی زی، هوی شی، و بسیاری دیگر پی گرفته‌است. برجسته‌ترین کار او حضور کنفوسیوس و شاگردان برجسته وی است که گاهی برای تضعیف درک‌های رایج از فلسفه کنفوسیوس یا تقویت درک خود ژوانگزی از چگونگی زندگی مطابق با دائو استفاده می‌شود.
خورخه لوئیس بورخس شاید برجسته‌ترین نویسندهٔ داستانهای فلسفی قرن بیستم باشد. او داستان کوتاهی با عنوان در جستجوی ابن رشد نوشت که در آن ابن رشد فیلسوف قهرمان اصلی داستان است. بسیاری از نقطه نظراتی که در هسته‌های داستانی او مطرح می‌شوند تعابیری برگرفته از تفکرات فیلسوفانی چون جورج برکلی، آرتور شوپنهاور و برتراند راسل هستند. او همچنین نظرات مختلفی را به چهره‌هایی از جمله جورج دالگارنو نسبت می‌دهد.
تمرکز اصلی هستهٔ داستان در رمان "نام گل سرخ " اثر امبرتو اکو، بر کشف یک کتاب مرموز است که به نظر می‌رسد حاوی یک نسخه خطی گم شده از ارسطو است. رمان بعدی اکو، آونگ فوکو ، پیشگام نگارش آثار دلهره آور یا داستان‌های پلیسی ای شد که کنایات مشهور و نام متفکران تاریخی را به میان می‌آوردند. از جمله نمونه‌های اخیر می‌توان به " رمز داوینچی" نوشته دن براون و "قانون چهار" اثر ایان کالدول و داستین تامسن اشاره کرد.
همچنین، فیلیپ کی. دیک، که اغلب او را با بورخس مقایسه می‌کنند، تعداد قابل توجهی از مباحث فلسفی را در رمان‌های خود مطرح می‌کند، از مباحث مرتبط با خودتنهاانگاری گرفته تا بسیاری از سوالات مربوط به ادراک و واقعیت.

### فلاسفه داستانی
خورخه لوئیس بورخس بسیاری از مضامین فلسفی و تعدادی از فیلسوفان داستانی را در داستان کوتاه خود مطرح و معرفی می‌کند. جنبشی فلسفی-تخیلی بخشی از پیش فرض داستان او با عنوان تلون، اوکبر، اربیس ترتیوس است و راوی ناشناس داستان کتابخانه بابل او را نیز می‌توان فیلسوفی خیالی نامید. یک متکلم خیالی موضوع داستان سه نسخه از یهودا اوست.
فلاسفه داستانی گاهی در سراسر آثار رابرت ا. هاین لاین و ری بردبری حضور می‌یابند. غریبه‌ای در سرزمین غربت اثر هاین لاین شامل متنهایی طولانی است که می‌توان آنها را جانشین دیالوگهای فلسفی تخیلی جهان باستان دانست که در درون هستهٔ داستانی قرار دارند.